# JOKER EX
『JOKER EX』（ジョーカー エックス）は、2021年4月13日から2023年3月28日まで大分朝日放送で毎週火曜 24:15 - 24:45（水曜未明0:15 - 0:45）に放送されていた番組である。

## 概要
2021年3月26日に終了した前番組『JOKER DX』から、番組名と放送時間、及び番組内容を一新したが、一部の企画は前番組から引き継がれた。

## シリーズの終焉
2023年2月28日の放送分で3月28日の放送をもって番組終了する事が発表され、JOKER EXとしては2年、2013年10月5日から放送されていた『JOKER』以来、「JOKER」シリーズとしては9年半の放送に幕を閉じた。

## 概要
JOKER DXのキャッチコピーが「夜な夜なニヤニヤさせちゃうよ」であったが、JOKER EXは「そろそろギアあげない？」になった。

## 出演者

### 現在の出演者
- 首藤将太（野良レンジャー）
- 中島綾菜（進行する人）

### 非常勤の出演者
- 冨永実加子(OAB大分朝日放送アナウンサー)(顧問)
- 竹尾悠兵（野良レンジャー）

### コーナー出演者
- すぎさきけっけ　未開発ローカルタレント。首藤の後輩。

### ゲスト出演者
- ダイノジ ExtraスローニュースTopincs03に登場
- 長田次郎 お見知り祭りのデカ盛りグルメチャレンジ実況担当
- 朝来ゆいJOKER特派員のコーナーにニューヨーク在住者として登場。OABのれじゃぐるなどでレポーターを務めていた。

## 主なコーナー

### 豊後遺産　新豊後遺産
- 人知れず存在する「大分っぽいから大切にしたい」後世に受け継ぐべき物や人や風景などを『豊後遺産』とし、認定数100を目指す。ロケ映像を見た後にスタジオで補足情報が読まれることがある。同じような内容をシリーズと呼んでおり、石シリーズ、名人シリーズ、プレゼンターがいるプレゼンシリーズ等がある。

### 秘境パトロール
- 大分にもまだ未開の地が眠っているはず。たどり着き、切り開いた時、ユートピアとなるのか!?

### EXTRAスローニュース
- フェイクニュースが溢れる今、速報性や話題だけにとらわれず、検証や分析で掘り下げつつ質の高い報道をする理念、それがスローニュース！大分で取り上げられた数々のローカルニュースをJOKER的視点でお届け。

### JOKER JOURNAL
- JOKER特派員と名付けられた大分出身の視聴者が国内外の“今”を自撮りリポート。

### ノゾキナエ
- SNSなどでキラキラと映えるものではなくボツになって世に出ることのない写真。あなたの萎えのぞかせてください。

### LADY JOKER
- 何かに夢中になっている"大分女子"を追いかけ、生き生きとした女性像をドキュメントタッチで紹介

### スクラッチ削りすぎさき
- 毎回1000円分のスクラッチくじを購入、当選金が当日のギャラになる。

## エピソード
- 新番組予告CMでは、出演者の背景がモザイク処理されていたが[3]、初回放送で全容公開された。前番組のちゃぶ台セットをリスペクトした動画CGになっていて、出演者はグリーンバックの前で撮影されている。[4]
- 2021年4月末に開催されるOAB JIMOTTO!フェスタinパークプレイス内で、当番組は4月25日（日曜）にJOKER EXお見知り祭りとして参加することが告知された。[5]午後1時からのステージ1では、JOKER杯争奪デカ盛りグルメチャレンジと、JOKERDXスタジオセットチャリティーオークションが開催された。午後3時30分からのステージ2では、JOKER的アートパフォーマンスとジョン森の１人紅白歌合戦が開催された。この日の模様は2021年5月4日のレギュラー放送で紹介された。

JOKERDX時代から続くMVJ（MostValuableJOKER)のMVJ2021は「首藤将太、37歳でバイトリーダーに任命される」に決まった。
- 2023年2月28日の放送内で、JOKEREXが3月末をもって放送終了となることが告知された。
- 2023年4月9日25:25（月曜1:25）から再放送がはじまった。

## 豊後遺産シリーズファイル履歴

### 新豊後遺産に認定されたもの
- File No.014までは前番組であるJOKER_DXにて認定されている
- File No.015大野竹田バス1082号(竹田市)1988年に誕生した路線バス。目立った特徴は少ないが豪雨災害から逃れ33年経った今でも現役で走る希少な車両。
- File No.016五十嵐さん（仮）の木漏れ日亭（仮）(臼杵市)荒れた土地を整備しているうちに大人の秘密基地を作りたくなった五十嵐さん（仮）が8年の歳月をかけてつくりあげたツリーハウス
- File No.017リボンのうす焼き（大分市佐賀関）佐賀関で生まれた薄い生地のお好み焼き。そのルーツは諸説あるが、長きにわたりしっかりと伝承されてきた地域のソウルフード。
- File No.018川上渓谷の津上橋（豊後大野市）登山客のルートの安全を確保する為に地元の有志で作られた橋。完成を見届けられず亡くなったメンバーの津上さんの想いを汲んで、津上橋と名付けられた。
- File No.019隠山の三十三観音（別府市）隠山地区のくり抜かれた岩穴に一祠一体で鎮座している33体の観音像。約200年前、疫病退散を祈願して安置されたといわれるが詳細は不明。
- File No.020南一郎平の隧道（宇佐市）大地と人々の心を潤す事に生涯を捧げた宇佐の偉人、南一郎平が幾度の困難を経て開通させた「広瀬水路」の肝となった隧道。
- File No.021福良天満宮 宮ハート（臼杵市）福良天満宮の境内の木がカラスや風雨の影響でハート型に見えるようになったもの。高校生を中心に恋愛成就のスポットとして話題に。カップル成立の報告も多数。

## EXTRAスローニュース
- NewsTopics01 楽して入れない温泉　湯山の里温泉の真相を暴け
- NewsTopics02 看板に偽りアリ！？　豊後の恵の真相を暴け
- NewsTopics03 地元の声援を届けたい　老舗映画館から甲子園へ熱いエール
- NewsTopics04 宇佐神宮の新スポット　光の道の正体とは？
- NewsTopics07 共同温泉を守る　若き力の真相を追え

## JOKER特派員
- ＠秋田県　なんちゃん(38)
- ＠沖縄県　町田千歩(29)
- ＠ニューヨーク　朝来ゆい(31)

## LADY JOKER
- 001　ギャル大臣
- 002　青物女子

## JOKER GOSSIP
後藤忠勝さんの旧車関連コレクション

## エンディング曲(Pick UP MusicVIDEO)
- 2021年4月　向日葵　BOOOST [6]
- 2021年5月　いつか照らしてくれるだろう　SIX LOUNGE
- 2021年6月　サチアレ!!!　あゆみくりかまき
- 2021年7月　サクラクライ　本田望結
- 2021年8月　君は天然色　川崎鷹也
- 2021年9月　Dilemma　本田望結
- 2021年10月　それは愛なんだぜ!　カーリングシトーンズ
- 2021年11月　脱せ　映秀。
- 2021年12月　しるし C＆K
- 2022年1月　YOZORA（feat.VILLSHANA&$HOR1WINBOY) 竹内唯人
- 2022年2月　seeker Novelbright
- 2022年3月　フォークで恋して　スキマスイッチ